# وريد مشبري لقمي
الوَريدُ المَشْبَرِيُّ اللُّقْمِيّ (بالإنجليزية: Condylar emissary vein)‏، هو الوريد الذي يربط الضَّفيرَةُ الوَريدِيَّةُ تَحْتَ القَذالِ مع الجيب السيني. وهو مهم سريريًا لأنه وسيلة نقل محتملة للأمراض إلى الجمجمة.